# Грибский сельсовет
Гри́бский сельсове́т — муниципальное образование со статусом сельского поселения в составе Благовещенского района Амурской области. 
Административный центр — село Грибское.

## История
21 сентября 2005 года в соответствии с Законом Амурской области № 51-ОЗ муниципальное образование наделено статусом сельского поселения.

## Население
| 2002  | 2010  | 2011  | 2012  | 2013  | 2014  | 2015  |
| ----- | ----- | ----- | ----- | ----- | ----- | ----- |
| 1246  | ↗1470 | ↗1476 | ↗1499 | ↗1514 | ↗1516 | ↗1530 |
| 2016  | 2017  | 2018  | 2019  | 2020  | 2021  |       |
| ↘1511 | ↗1522 | ↗1534 | ↗1540 | ↘1535 | ↘1430 |       |

## Состав сельского поселения
| № | Населённый пункт | Тип населённого пункта       | Население |
| - | ---------------- | ---------------------------- | --------- |
| 1 | Грибское         | село, административный центр | ↗1016     |
| 2 | Дроново          | село                         | ↘232      |
| 3 | Передовое        | село                         | ↗181      |
| 4 | Удобное          | село                         | ↘121      |